# پیش از ژاله
پیش از ژاله (دانمارکی: Før frosten) فیلمی درام به کارگردانی مایکل نوئر محصول سال ۲۰۱۸ دانمارک است. این فیلم در بخش سینمای معاصر جهان در جشنواره بین‌المللی فیلم تورنتو ۲۰۱۸ نمایش داده شد.

## داستان
یک کشاورز فقیر در دانمارکِ قرن نوزدهم، تلاش می‌کند تا دخترش را به‌منظور دستیابی به یک زندگی بهتر به ازدواج یک ملّاکِ ثروتمند درآورد. اما آرزوهای او تحت تأثیر سرنوشتِ بی‌رحم، یکی پس از دیگری نقش بر آب می‌شوند.

## حضور در جشنواره فیلم فجر
این فیلم در بخش سینمای سعادت (مسابقه بین‌الملل) سی و هفتمین جشنواره جهانی فیلم فجر حضور داشت. این جشنواره از ۲۹ فروردین تا ۶ اردیبهشت ۱۳۹۸ در تهران برگزار شد.